# Bonaforth

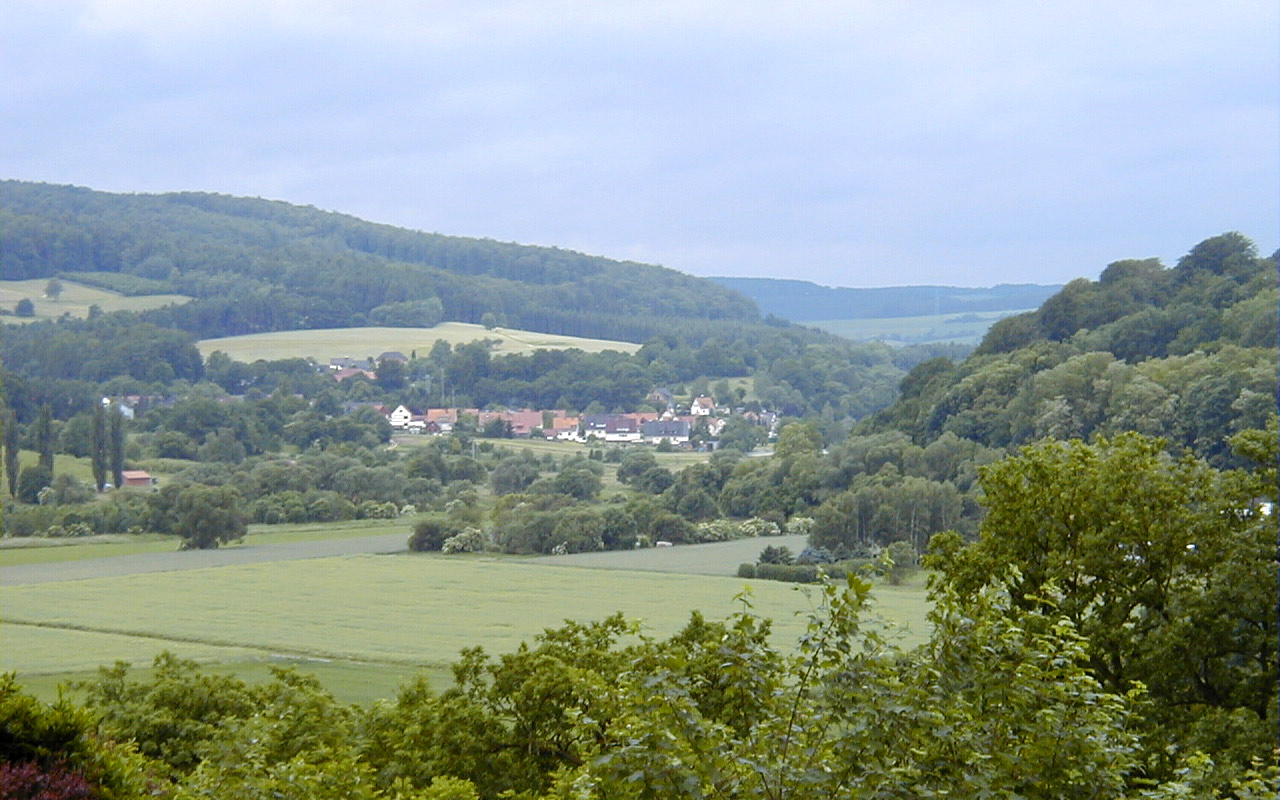
Blick in Richtung Bonaforth von Hann. Münden aus nach Westen

Bonaforth ist ein Ortsteil der Stadt Hann. Münden im Landkreis Göttingen in Niedersachsen.

## Geographische Lage
Der Ort liegt am Nordhang des Kaufunger Walds und an der rechten Seite der Fulda (Flusskilometer 105), die bei Bonaforth mit einer Staustufe reguliert wird. Die Landesgrenze zwischen Hessen und Niedersachsen läuft in der Flussmitte. Am südlichen Ortsrand führt der Wanderweg des sog. Studentenpfads vorbei und bietet einem Aussichtspunkt mit Blick über den Ort nach Hann. Münden.

## Geschichte
Der Ort wurde 1318 erstmals als Bollenuorde urkundlich erwähnt. Neben Bollenuorde tritt Bonaforth in den Urkunden auch unter den Namen Bollenvorde, Bollenförde und Bollenford auf. Der Ursprung des Ortsnamens leitet sich wohl von einer Furt ab, welche einst auf Bohlen durch die Fulda führte und deren genaue Lage unklar ist.
Die jahrhundertelange enge Verbindung von Bonaforth zum rund zwei Kilometer fuldaabwärts liegenden Münden zeigt sich am Beispiel der Ratsziegelei der Stadt Münden, welche seit 1382 archivalisch in den städtischen Kämmereiakten nachweisbar ist und am Bonaforther Ortsrand errichtet wurde. Diese Mündener Ratsziegelei dürfte damit zu den ältesten Ziegeleien in Deutschland zählen. Die großen Lehm- und Tonvorräte in Bonaforth wurden zur Herstellung von Ziegeln und Backsteinen genutzt. Um die Ziegelhütte herum entstand eine Ansiedlung von Ziegelbrennern. 1869 verkaufte die Stadt ihre Rechte an der Ziegelei und gab damit einen 500-jährigen Kommunalbesitz auf. Die Ziegelei wurde privat weiterbetrieben; die letzten baulichen Reste kaufte 1962 die Gemeinde Bonaforth auf und ließ die Anlage nach und nach abreißen. Heute zeugt nur noch der Straßenname An der Ziegelei von dieser Geschichte.
Seit 1382 ist in Bonaforth eine Kemenate (festes Haus) nachgewiesen, die dem Burgmann Besecke von Harste gehörte und angeblich zur Grenzsicherung gegen Hessen diente. Das Ritter- oder Lehnsgut hatte seither wechselnde Besitzer. Unter dem Obrist Lieutenant Heinrich von Siegel wurde 1653 der „Alte Hof“ errichtet, etwas oberhalb der Stelle, wo der Steinbach in die Fulda fließt. Der schlichte dreigeschossige Fachwerkbau der Barockzeit wurde 1945 durch amerikanischen Panzerbeschuss zerstört. Vom Lehngut übriggeblieben ist das Vorwerk „Neue Haus“ („Gut Neuhaus“, heute Bonaforther Straße 56), das im 19. Jahrhundert als Gasthaus und beliebte Ausflugsgaststätte vor den Toren Mündens diente.
Am 1. Januar 1973 verlor Bonaforth seine kommunale Selbständigkeit und wurde im Rahmen der Gebietsreform in Niedersachsen in die Stadt Hann. Münden eingegliedert.

## Politik

### Ortsrat
Bonaforth wird auf kommunaler Ebene von einem Ortsrat mit neun Mitgliedern vertreten.
Seit der Kommunalwahl 2021 setzt sich der Ortsrat wie folgt zusammen:
| Partei | Prozent | Sitze |
| ------ | ------- | ----- |
| SPD    | 80,55   | 7     |
| CDU    | 19,45   | 2     |

### Ortsbürgermeister
Ehrenamtlicher Ortsbürgermeister von Bonaforth ist Kevin Barth (SPD). Seine Stellvertreter sind Maria Götze (CDU) und Roland Sittig (SPD).

## Wirtschaft und Infrastruktur

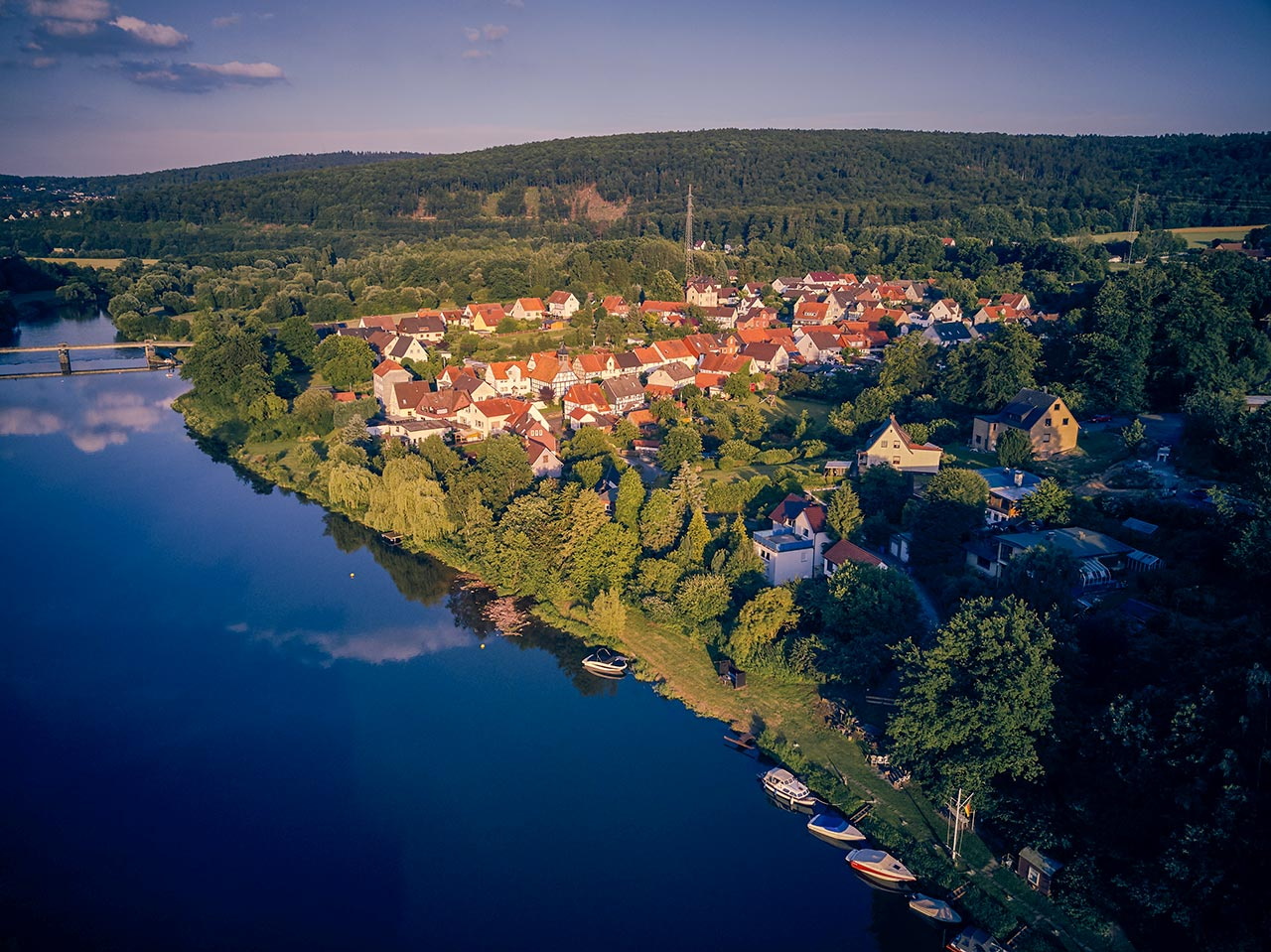
Bonaforth an der Fulda, Luftbild von Westen

Erste wirtschaftliche Impulse gingen im Mittelalter von der am Ort ansässigen Ratsziegelei der benachbarten Stadt Münden aus. Später lebte das Dorf auch vom Transit, d. h. dem Waren- und Reiseverkehr auf dem Fulda-Fluss (seit 1895 mit Schleuse und Wehr bei Bonaforth kanalisiert) und an dem südlich des Dorfes vorüber führenden Fernstraßenabschnitt zwischen Münden und Kassel. Es gab daher Tätigkeiten im Rahmen der Reparatur der Bohlenfurt und dem Wegebau. Für letzteres befand sich im Ort eine Wegeklause, aus der die Instandsetzungsarbeiten geleistet wurden. Mit der Errichtung der großen Kunststraße Hannover-Kassel um 1775 wurden diese Tätigkeiten überflüssig. Die an anderen Orten enorm wirtschaftsförderne Eisenbahn hatte in Bonaforth kaum ökonomisch Auswirkungen, weil die Trasse der Hannöverschen Südbahn in den 1850er-Jahren ohne Haltepunkt quer durchs Dorf gelegt wurde. Seither prägt der ortsbildprägende Bahndamm Bonaforth und trennt das nördliche Altdorf vom südlichen Neudorf.
Ab 1955 erlebte Bonaforth sein eigenes, kleines Wirtschaftswunder durch die Westfälische Zellstoff Alphalint, die am Ortsrand ein von der Zonenrandförderung mitfinanziertes Zweigwerk mit Bahnanschluss errichtete. Daraus entstehende Steuerleistungen und Wohlstand trugen zum Aufblühen der Gemeinde bei. Es konnten Straßen und Plätze erneuert, die Beleuchtung verbessert und in den öffentlichen Hausbau investiert werden. Die aus dem Jahr 1928 stammende zentrale Wasserversorgung konnte ausgebaut und eine Abwasserkanalisierung im Ort neugebaut werden; hinzu kamen die Regulierung des Steinbachtals sowie der Anlage eines Sportplatzes und der Neubau eines  Dorfgemeinschaftshauses. Im Oktober 1990 wurde das Konkursverfahren für die Alphalinth eingeleitet; es folgte in den Jahren 1993/94 der Abbruch der Gebäude. Im Dorfwappen ist der Industriebau noch immer präsent. 2010 wurde auf dem ehemaligen Alphalint-Gelände ein Solarpark errichtet.

## Sehenswürdigkeiten
Inmitten des alten Dorfkerns befindet sich ein eingefriedeter Kirchhof mit der evangelischen Kapelle, die im 17. Jahrhundert vom Lehnsmann Heinrich von Siegel errichtet worden sein soll. Sie besteht als kleiner Saalbau aus einem massiven Unterbau aus Bruch- und Quadersteinen und darauf einem Fachwerkbau. Die Inschrift „1784“ über dem Eingang legt Zeugnis von jüngeren Reparaturen ab. Im Zweiten Weltkrieg wurde das Dach beschädigt; der kleine Dachreiter ist anschließend verändert wieder aufgebaut worden. Die evangelische Kapellengemeinde ist selbständig, gehört aber zur evangelisch-lutherischen Gemeinde der St. Blasiuskirche in Münden.
Im oberen Ortsteil befindet sich an der Alten Kasseler Landstraße eine steinerne Zweibogenbrücke, die laut Inschrift im Jahr 1774 von der Königlichen Wegebauverwaltung im Zuge der Chaussee Hannover-Kassel errichtet worden ist. Die baufällige Brücke ist für den Straßenverkehr außer Betrieb genommen worden. Die damit entstandene zeitweise Nichterreichbarkeit einiger Wohnhäuser für Lastkraftwagen war 2011 ein lokales Streitthema mit satirischer Medienprominenz, bis nebenan eine Behelfsfurt durch den Steinbach gelegt wurde.
In der Talschlucht des Steinbaches, etwa eineinhalb Kilometer südlich von Bonaforth, stehen kurz vor der Straßenbrücke der B 496 über den Bach die zwei Mordsteine. Sie erinnern an den Mündener Kaufmann Johann Kessler sowie an seinen künftigen Schwiegersohn Georg Schmalkalden aus „Saltz“, die am 4. Oktober 1614 in dieser Schlucht von Räubern überfallen und ermordet wurden.

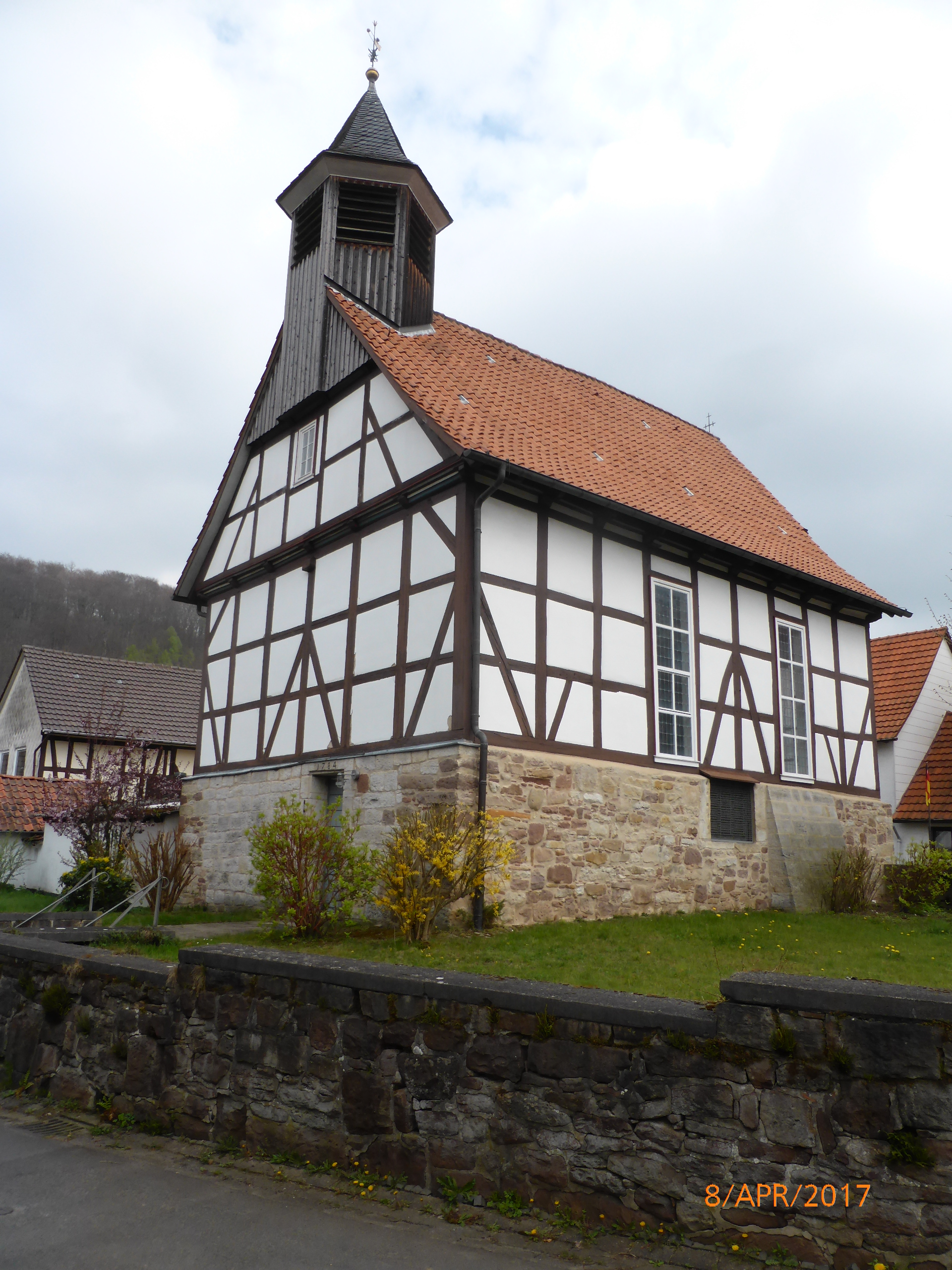
Kapelle Bonaforth, Blick von Südwesten
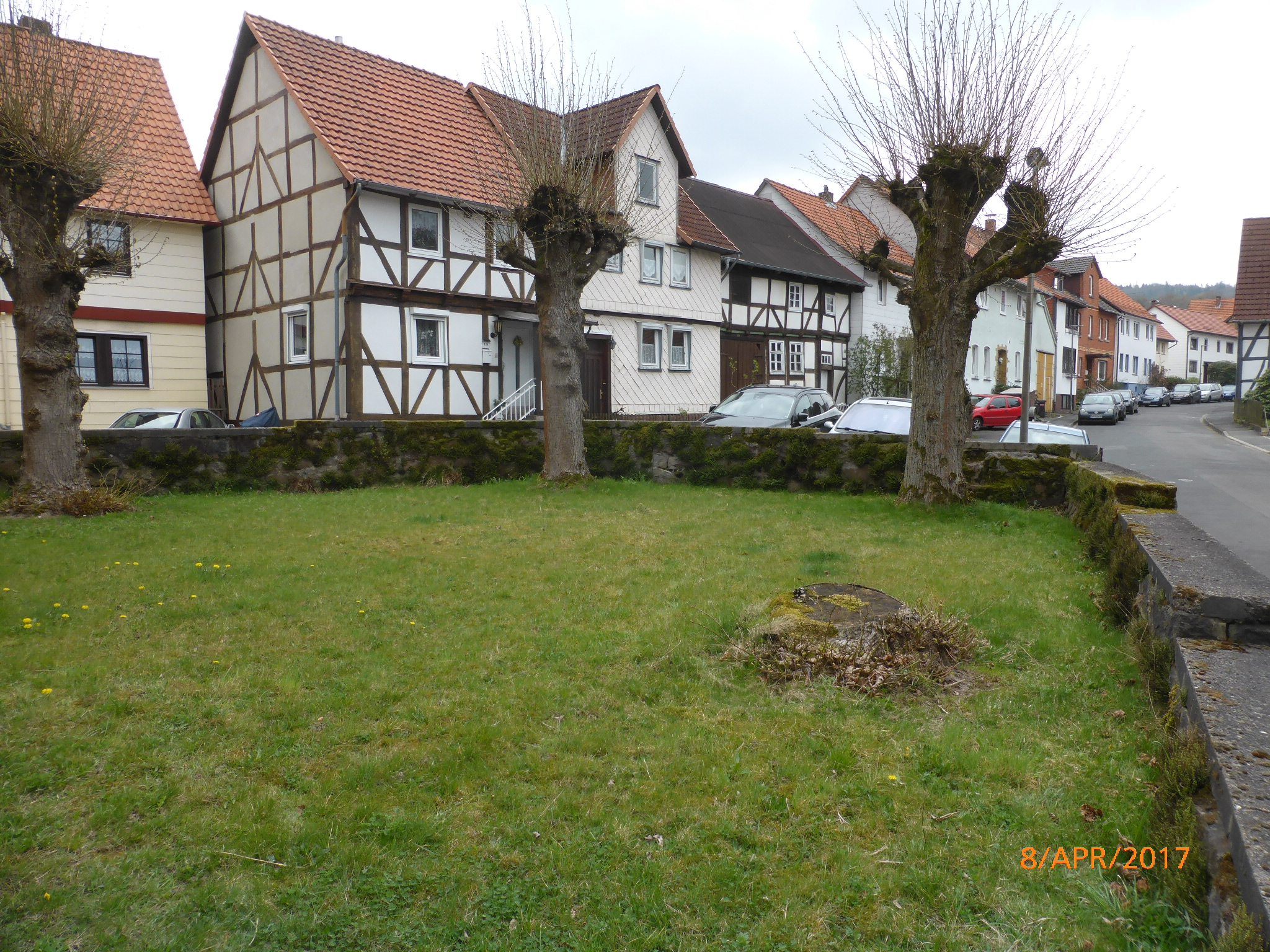
Blick vom Kirchhof der Kapelle nach Süden in die Bonaforther Straße
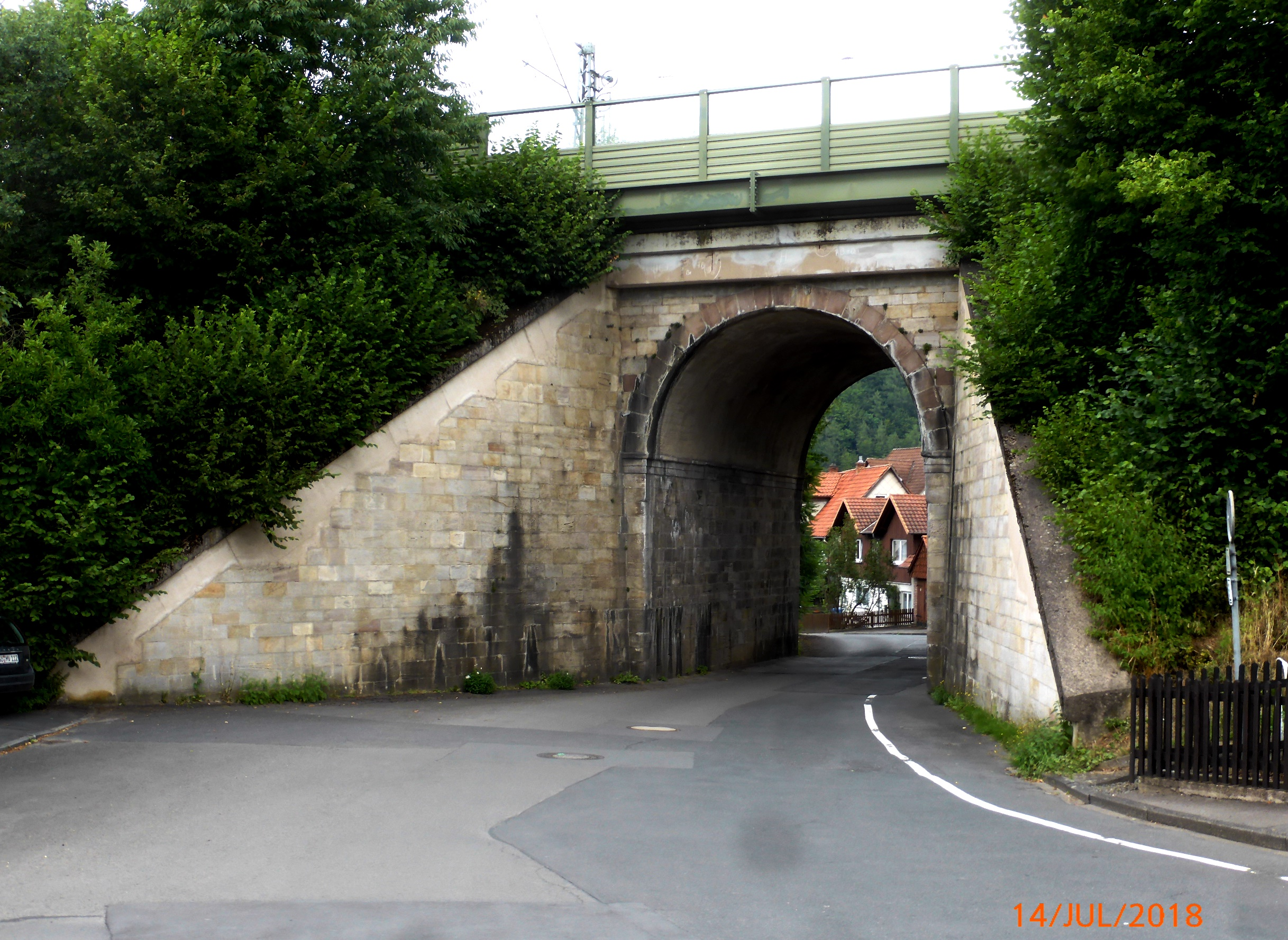
Der ortsbildprägende Bahndamm mit seinem monumentalen Bogendurchlass; Blick nach Norden herunter ins Altdorf
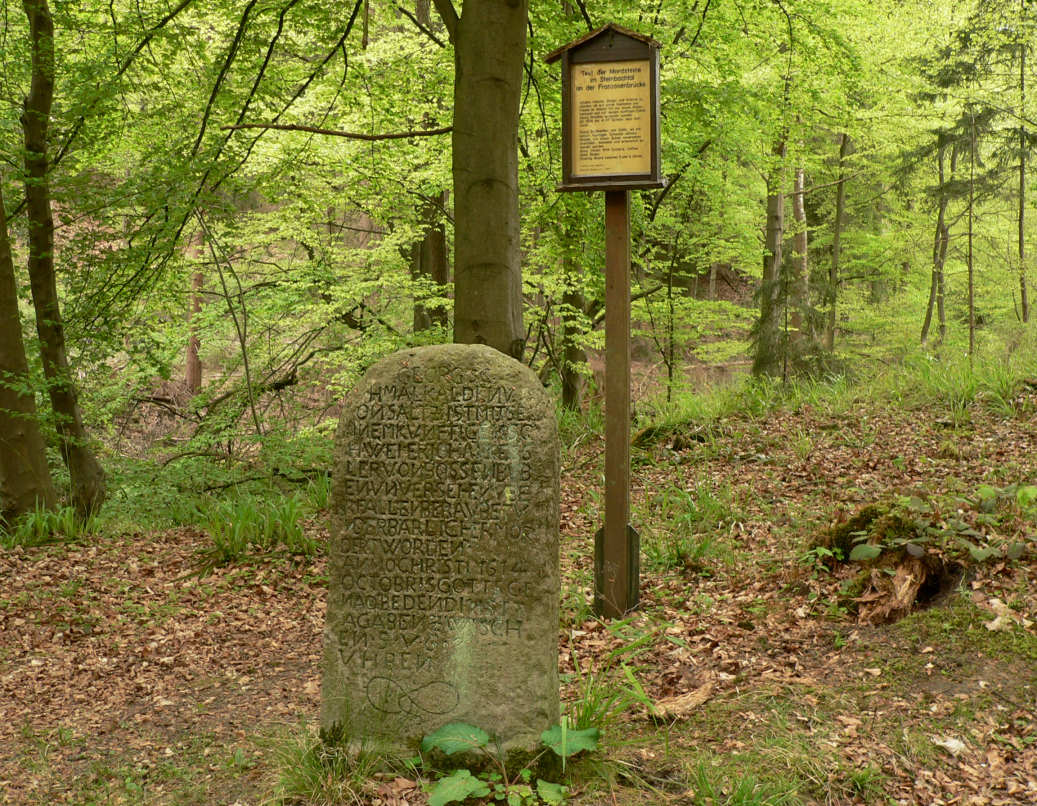
Mordstein 1 im Steinbachtal
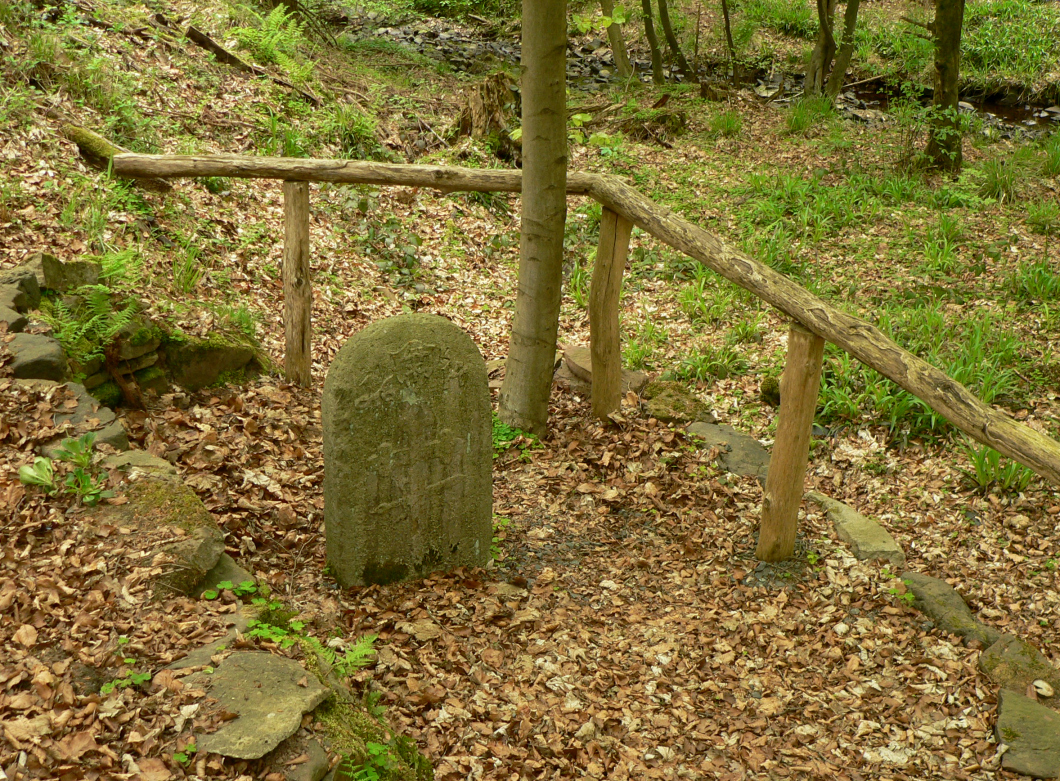
Mordstein 2 im Steinbachtal
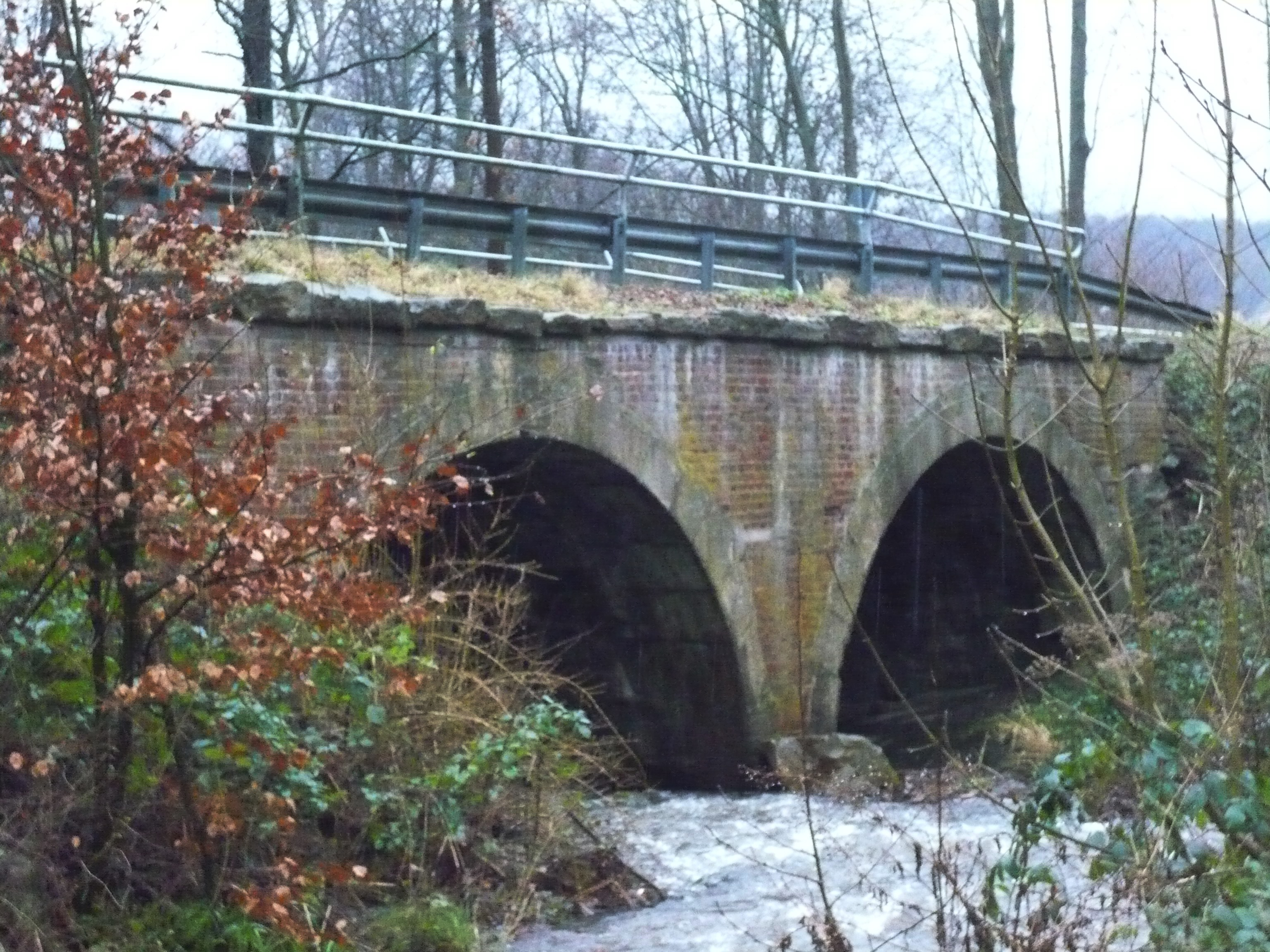
Barocke Zweibogenbrücke an der Alten Kasseler Landstraße